# Gints Antrops
Gints Antrops (Ogre, 26 maggio 1982) è un ex cestista lettone naturalizzato italiano.

## Carriera
Arrivato in Italia nell'estate del 2000, nel 2004 Massimo Faraoni Gm della Virtus Pallacanestro Bologna lo mette sotto contratto e lo presta al Basket Trapani in Legadue dove trascorrerà quattro stagioni.
Nel 2009 si trasferisce a Potenza in Serie A Dilettanti, e successivamente a Rieti, Ozzano e Ruvo di Puglia sempre nella terza serie nazionale. Dopo due anni a Bassano del Grappa in Divisione Nazionale B, nel 2013 passa all'Orva Lugo.
Dopo un passaggio in Divisione Nazionale B a Lecco, torna in Lettonia ingaggiato B.K. Liepājas dove trascorre due stagioni nella massima serie del campionato lettone. Nel 2016 si trasferisce nella squadra della sua città natale, il Basketbola klubs Ogre sempre in Latvijas Basketbola Līga completando il resto del campionato con il blasonato VEF Rīga con il quale vince il campionato 2016-2017. Nel luglio del 2018 torna in Italia per vestire i colori nero verdi dell A.s. Basket Corato e, successivamente, dell'Olimpia Matera.

## Palmarès

### Squadra
- Campionato lettone: 1

VEF Riga: 2016-17